# Cosmosoma demantria
Cosmosoma demantria là một loài bướm đêm thuộc phân họ Arctiinae, họ Erebidae.